# Zespół sanitarny „Rola” Kedywu Armii Krajowej
Zespół sanitarny „Rola” (Rola-90, Rola-81) – jednostka organizacyjna Armii Krajowej podległa Kierownictwu Dywersji (Kedyw) Komendy Głównej  Armii Krajowej, której zadaniem  było udzielanie pomocy rannym i chorym żołnierzom podziemia, ukrywanie ich w szpitalach lub w tajnych lokalach i roztaczanie dalszej opieki nad nimi. W czasie powstania warszawskiego działała w strukturach Brygady Dywersji „Broda 53” Zgrupowania „Radosław”.

## Historia i organizacja
Szefem sanitarnym w Komendzie Głównej Armii Krajowej (KG AK) był od 1942 roku płk dr Leon Strehl „Feliks”. Od 30 stycznia 1942 roku po aresztowaniu mjr. Czesława Jaworskiego szefem sanitarnym Komendy Okręgu Warszawa Armii Krajowej został wyznaczony dr Henryk Lenk „Bakcyl”.
Pomysł zorganizowania stale działającego konspiracyjnego sanitariatu przy Kedywie pojawił się po akcji odbicia więźniów pod Arsenałem 26 marca 1943 roku. Odbici więźniowie i ranni harcerze byli ukrywani w naprędce znalezionych mieszkaniach, dzięki znajomościom hm. Tadeusza Zawadzkiego „Zośki”. Inicjatorem stworzenia takiego specjalnego oddziału Sanitariatu Kedywu był mjr dypl. Jan Wojciech Kiwerski  „Inż. Rudzki”, „Oliwa”, „Kalinowski”, dowódca Oddziałów Dyspozycyjnych KG AK.
Sanitariat Kedywu powstał w maju 1943 roku. Pierwszym kandydatem na szefa tej komórki był mjr lekarz Szczepan Wacek „Podolski”, „Toruński”, pełniący wtedy na polecenie przełożonych funkcję lekarza urzędowego w więzieniu gestapo na Pawiaku w Warszawie. Ze względu na to, że dowództwo Kedywu nie chciało ryzykować tak cennej pozycji, ostatecznie został nim kpt. lekarz Cyprian Sadowski, wtedy dyrektor zakładu fizykoterapii Szpitala Ujazdowskiego. Kandydaturę tę zatwierdził płk dr med. Leon Strehl „Feliks”.
W pierwszym zebraniu organizacyjnym Sanitariatu Kedywu brali udział: gen. August Emil Fieldorf „Nil” – komendant dywersji KG AK, zastępca Komendanta Głównego AK, Jan Wojciech Kiwerski „Inż. Rudzki”, Stanisława Kwaskowska „Pani Stasia” – łączniczka gen. „Nila” i kpt. dr med. Cyprian Sadowski, który przyjął wtedy pseudonim Skiba, a jego komórce przez analogię „Nil” nadał kryptonim Rola. Opiekę nad organizującym się sanitariatem przyjął kpt. inż. Adam Borys „Pług”.

### Obsada personalna
Sztab „Roli-81″ działał w następującym składzie:
- szef Sanitariatu Kedywu – kpt. dr med. Cyprian Sadowski „Skiba”[3][4][5]
- zastępca – kpt. dr med. Czesław Narkowicz „Bryła”, chirurg[6]
- adiutant szefa sanitarnego kpr. pchor. Zbigniew Zawadzki „Padlewski”[2]
- Stanisława Kwaskowska „Pani Stasia”, Maria Szaadowa „Pani Maria” (oddelegowana z Wojskowej Służby Kobiet na Ochocie w czerwcu 1943 roku)[7], Zofia Krasowska „Duża Zosia” (wszystkie trzy kończyły tę samą szkołę średnią: pensję Kowalczykówien w Warszawie)[8][9].

Pierwszymi lekarzami Roli-81 byli:
- dr Zygmunt Kujawski „Brom” – otrzymał przydział jako lekarz batalionu „Zośka”
- dr Jerzy Ryszard Kaczyński „Bohdan” – do oddziałów dyspozycyjnych warszawskiego Kedywu (oddziały „Andrzeja” – Józefa Rybickiego)[10]
- dr Zbigniew Dworak „Maks”[11] – do oddziału „Agat” (późniejszy „Pegaz”, a następnie „Parasol”)
- dr Włodzimierz Nakwaski „Wodołaz” – pozostawał w dyspozycji szefa sanitarnego[2][12].

Wszyscy z tego samego rocznika Sanitarnej Szkoły Podchorążych w Warszawie, których Cyprian Sadowski znał z przedwojennej służby.
W kolejnych miesiącach dołączyli:
- dr Jan Lipiński „Kalina”, wsparł „ Maksa”[13]
- dr Tadeusz Biernacki „Poraj”, wsparł „Bogdana”
- dr med. Jan Chomiczawski „Poboźański” – do grupy „Jana” Sawicza[2].

Zbigniew Zawadzki „Padlewski” organizował kontakty z dowódcami oddziałów dywersyjnych, przekazywał rozkazy o planowanych akcjach dywersyjnych i brał pomocniczy udział w tych akcjach. Byt również współodpowiedzialny za sprawy transportu zarówno rannych między szpitalami, jak i przewozu materiałów sanitarnych. „Pani Stasia” objęła funkcję referenta kontaktów szpitalnych i kontaktów z lekarzami w ambulatoriach przyszpitalnych. Stopniowo przejmowała także opiekę nad sprawami zdrowotnymi żołnierzy, a nawet członkami ich rodzin, o ile wymagali dostarczenia leków lub wsparcia finansowego. „Pani Maria” załatwiała fikcyjne dokumenty dla rannych przebywających w szpitalach z przybranymi nazwiskami, zdobywała leki i gromadziła materiały sanitarne. „Duża Zosia” zajmowała się werbunkiem kobiet, ich szkoleniem sanitarnym i przydziałem do oddziałów bojowych. Konspiracyjną łączność zapewniały dwie łączniczki: Krystyna Mrozowska „Ela”  i Krystyna Karnibad „Krysia”. Główną tajną skrzynką pocztową „Roli-81″ była kawiarnia „Eternit’’ przy rogu ul. Zgoda i Jasnej. Właścicielem lokalu był przedwojenny pacjent dr. „Skiby” z Ciechocinka, Jerzy Tomasal. 

### Szpitale współpracujące z Sanitariatem
Od czerwca 1943 roku nastąpił znaczny rozwój „Roli-81”. Dzięki działaniom „Pani Stasi” i Konrady Gaszteckiej „Pani Ady” w strukturze „Roli-81” zostały powiązane wszystkie szpitale warszawskie.
Centralną rolę w strukturze początkowo pełnił Szpital Ujazdowski, który był położony w pobliżu Alei Ujazdowskich. Główne wejście było od ulicy Pięknej. Szpital ten od początku okupacji niemieckiej był głównym szpitalem osób współpracujących z podziemiem. Komendantem tego szpitala był płk dr med. Leon Strehl „Feliks”, równocześnie szef sanitarny KG AK. Wszyscy lekarze pracujący w jego szpitalu byli związani z AK i dlatego szpital określano mianem „Rzeczpospolita Ujazdowska”. Z łatwością umieszczano i leczono w nim chorych i rannych. Dodatkową jego zaletą była łatwa dostępność „Skiby” i „Bryły”, którzy również pracowali w tym szpitalu.
Znaczącą wadą tego szpitala było sąsiedztwo „dzielnicy niemieckiej” w Alejach Ujazdowskich i dlatego po pewnym czasie główną bazą szpitalną „Roli-81″ stał się Szpital Maltański przy ulicy Senatorskiej 40. W szpitalu tym współpracowali z Sanitariatem: Stanisław Lipkowski-Milewski (komendant administracyjny szpitala), dr med. Jerzy Dreyza, dr med. Wacław Żebrowski, Barbara Glińska (siostra przełożona), Antoni Drozdowski (kierowca karetki) i wielu innych pracujących tam lekarzy, dzięki czemu szpital ten stał się jednym z najważniejszych ośrodków leczących chorych i rannych pacjentów Sanitariatu.
W Szpitalu Wolskim przy ul. Płockiej 26 (obecnie Instytut Gruźlicy i Chorób Płuc) z Sanitariatem współpracowali: Hanna Wielowiejska (pielęgniarka), dr med. Janina Misiewicz „Myszka”, dr med. Marian Piasecki (naczelny chirurg i dyrektor szpitala), dr med. Leon Szoage-Menteuffel „Krab”, dr med. Stefan Wesołowski, dr med. Mieczysław Ropek i dr med. Jan Wójcikiewicz.
W Szpitalu Dzieciątka Jezus przy ul. Lindleya współpracowali z Sanitariatem: dr Paweł Rudnicki „Pawełek”, dr Tadeusz Wagner, dr Witold Rudowski. 
W Szpitalu św. Ducha współpracowali m.in. dr Władysław Ostrowski, dr Józef Dryjski.
Współpracował z Sanitariatem również Szpital Praski pw. Przemienienia Pańskiego.
Chirurdzy dr Stefan Przedpełski „Jastrzębiec” i dr Kazimierz Topolski operowali rannych żołnierzy również w zakonspirowanych mieszkaniach.

### Współpracujące apteki
Najczęściej lewe recepty realizowała apteka mgr. Szymańskiego, przy rogu Nowego Światu i Smolnej, dzięki zaangażowaniu syna właściciela. Często korzystano również ze współpracy aptek: mgr Bukowieckiego, mgr Jegletowicza, mgr Tadeusza Szymańskiego i mgr Konstantego Potockiego.
Poza placówkami medycznymi i farmaceutycznymi Sanitariat dysponował infrastrukturą mieszkań, magazynów, a nawet na wiosnę 1944 roku oddział „Parasola” kupił na Żoliborzu willę na potrzeby medyczne.

## Akcje „Roli-81”
Poza stałymi pracami związanymi z utrzymaniem gotowości i zdolności do leczenia chorych i rannych (zapewnienie miejsc w szpitalach, lekarzy, materiałów opatrunkowych, lekarstw, transportu do szpitali, itd.). Sanitariat prowadził szereg innych działań, w szczególności były to szkolenia dla sanitariuszek. W czasie istnienia Sanitariatu przeszkolono dziesiątki sanitariuszek, które okazały się bezcenne w czasie powstania.
Od lipca 1943 roku od 1 sierpnia 1944 roku personel „Roli-81” uczestniczył w około 35 akcjach bojowych różnych oddziałów dywersyjnych. Często w czasie akcji bojowych i dywersyjnych Kedywu dyżurny lekarz z walizeczką wyczekiwał w umówionym miejscu. Pracownicy „Roli-81” organizowali również dla żołnierzy dywersji pomoc ambulatoryjną, łącznie z dentystyczną. 
Sanitariat zabezpieczał m.in. takie akcje, jak:
- 25 czerwca 1943 roku – akcja na Ernsta Dürrfelda, niemieckiego komisarza warszawskich przedsiębiorstw miejskich[10]
- 7 września 1943 roku – zamach na Franza Bürkla „SS-Oberscharführera” oficera Gestapo, zastępcę komendanta Pawiaka[6]
- 26 września 1943 roku – akcja na posterunek żandarmerii w Wilanowie, łącznie z akcją odwetową na wieś Kępa Latoszewska (obecnie jedno z osiedli Wilanowa)
- 1 lutego 1944 roku – zamach żołnierzy oddziału specjalnego Kedywu Komendy Głównej AK „Pegaz” na dowódcę SS i Policji na dystrykt warszawski Generalnego Gubernatorstwa Franza Kutscherę
- 4 marca 1944 roku – akcja na „Panienkę”, likwidacja Hansa Schmalza, szefa ochrony kolei na Dworcu Zachodnim, który słynął z torturowania i mordowania Polaków[10][17]
- 3 kwietnia 1944 roku – wysadzenie pociągu i ostrzelanie jadących w nim żołnierzy niemieckich pod Płochocinem
- 29 kwietnia 1944 roku – zastrzelenie oberstleutenanta policji niemieckiej Erwina Gressera
- w kwietniu 1944 roku –  akcja odbicia żołnierza „Parasola” Benedykta Sylwestrowicza ps. As ze szpitala św. Jana Bożego[6]
- 6 maja 1944 roku – nieudana akcja bojowa na szefa gestapo SS-Hauptsturmfurera Waltera Stamma, który miał być zastrzelony we własnym mieszkaniu w alei Szucha, naprzeciwko głównej siedziby gestapo[14][16]
- 10 lipca 1944 roku – akcja na aptekę Wendego na Krakowskim Przedmieściu 55, w wyniku której duży ładunek leków, środków opatrunkowych oraz sprzętu chirurgicznego zdeponowano w piwnicy przy ul. Poznańskiej[16].

## Powstanie warszawskie
W lipcu 1944 roku przed wybuchem powstania zespół Sanitariatu Kedywu „Rola-81” składał się z 17 pracowników, w tym dziewięciu lekarzy. Ponadto w Warszawie 45 lekarzy ściśle współpracowało z zespołem „Roli-81”. 
W momencie Godziny „W” Kedyw, a wraz z nim Sanitariat, znalazły się na Woli. Zadaniem Kedywu w pierwszym okresie była ochrona znajdującej się przy ul. Dzielnej Komendy Głównej AK, z generałem Borem-Komorowskim na czele. Początkowo oddziały Kedywu były jedynym związkiem taktycznym na Woli, stąd jego służby sanitarne stanowiły podstawę opieki medycznej powstania w tej dzielnicy. Sanitariat odpowiadał zarówno za służbę zdrowia Kedywu, jak i  Obwodu Wola. Zespół sanitarny „Rola” wszedł w skład Brygady Dywersji „Broda 53” walczącej w ramach Zgrupowania „Radosław”. Na Woli dysponowano czterema szpitalami: 
- Szpital Wolski, ul. Płocka 26 (kmdt dr Marian Piasecki)
- Szpital św. Łazarza, ul. Karolkowa (kmdt dr Lucyna Szczepańska)
- Szpital św. Stanisława (zakaźny), ul. Wolska (kmdt dr Paweł Kubica)
- Szpital Karola i Marii, ul. Leszno (kmdt kpt. dr Kmicikiewicz)[3]

Dr Cyprian Sadowski miał do 5 sierpnia swoją siedzibę w szpitalu św. Stanisława.
W kolejnych dniach powstania pracownicy „Roli-81” częściowo rozproszyli się wśród walczących, wszędzie służąc im pomocą medyczną. Cyprian Sadowski „Skiba” pracował w szpitalu powstańczym przy ul. Miodowej, Czesław Narkowicz „Bryła” 6 sierpnia ewakuował się do Państwowego Urzędu Wychowania Fizycznego przy ul. Myśliwieckiej 3/5/7, następnie tego samego dnia do Zakładu 35 Opiekuńczego pw. Opatrzności Bożej ss. Rodziny Marii przy ul. Chełmskiej 19. Zbigniew Zawadzki „Padlewski” po przejściu kanałami pracował na Żoliborzu, a następnie w Puszczy Kampinoskiej. Zbigniew Dworak „Maks” trafił na Saską Kępę. Stanisława Kwaskowska „Pani Stasia” służyła w Sanitariacie Okręgu Warszawskiego Armii Krajowej „Bakcyl”, następnie w III Obwodzie (Wola) Warszawskiego Okręgu Armii Krajowej w Zgrupowaniu „Waligóra”, w Szpitalu Karola i Marii przy ul. Leszno 136, wreszcie w Szpitalu Wolskim przy ul. Płockiej 26. 13 sierpnia Jerzy Kaczyński „Doktor Bohdan” i Włodzimierz Nakwaski „Wodołaz” na polecenie dr. „Skiby” utworzyli szpital „Pod Krzywą Latarnią” przy ulicy ul. Podwale 25, głównie dla ofiar eksplozji „czołgu pułapki” na ulicy Kilińskiego. Włodzimierz Nakwaski znalazł się później na Górnym Czerniakowie, wyszedł z Warszawy z ludnością cywilną. Stefan Przedpełski „Jastrzębiec” w czasie służby został ranny w lewe przedramię i głowę w dniu 13 sierpnia 1944 był leczony w punkcie opatrunkowym przy ul. Mokotowskiej 45, a następnie przy ul. Piusa XI (obecnie ul. Piękna) nr 22. Wrócił do oddziału na początku września, znalazł się w jenieckich obozach niemieckich. Maria Szaad już 14 sierpnia trafiła do obozu koncentracyjnego w Ravensbrück. Tadeusz Biernacki „Poraj” zginął w pierwszych dniach powstania, przy udzielaniu pomocy rannemu na Krakowskim Przedmieściu. 6 sierpnia ciężko ranna w brzuch Zofia Krasowska „Duża Zosia” zmarła w Szpitalu Wolskim. „Halusia” (sanitariuszka „Roli-81”) Halina Kostecka-Kwiatkowska zginęła 9 sierpnia na ulicy Książęcej.
Zarówno medycy wywodzący się z „Roli-81” jak i z innych struktur służby sanitarnej Armii Krajowej przygotowali rzesze służb medycznych do udziału w powstaniu. Osiem tysięcy nazwisk lekarzy, farmaceutów, pielęgniarek i sanitariuszek niosących pomoc rannym i chorym zebrano w bazach danych uczestników powstania. Według Muzeum Powstania Warszawskiego między 500 a 900 lekarzy pracowało w powstańczych szpitalach. Według innych szacunków w powstaniu brało udział 1210 lekarzy i około 6800 pielęgniarek i sanitariuszek. Udzielono pomocy dziesięciu tysiącom rannych żołnierzy i cywilów, a także zgłaszającym się chorym, których hospitalizowano podczas walk. Kolejnym kilkunastu tysiącom udzielono doraźnej pomocy medycznej. Powstańcza służba sanitarna pomogła w czasie powstania łącznie ponad 25 tys. osób. Na terenie Warszawy w czasie powstania funkcjonowało 25 powstańczych szpitali. Pracowały też 122 szpitale polowe i 200 punktów sanitarnych.